# 克勞利鎮區 (阿肯色州格林縣)
克勞利鎮區（英語：Crowley Township）是位於美國阿肯色州格林縣的一個行政鎮區。

## 地方資料
克勞利鎮區的面積為90.59平方千米，當中陸地面積為90.52平方千米，而水域面積為0.07平方千米。根據2010年美國人口普查的數據，當地共有人口297人，而人口密度為每平方千米3.28人。